# Marina militare sudanese
La Marina militare sudanese (in arabo القوات البحرية السودانية ‎?, in inglese Sudanese Navy) è la componente navale delle forze armate dello Stato africano del Sudan.
Fin dalla sua fondazione nel 1962 la Marina è stata la componente più piccola delle Forze armate sudanesi, sviluppandosi come una modesta forza litoranea per la sorveglianza della linea costiera del paese lungo il Mar Rosso e delle vie d'acqua interne. L'appoggio iniziale allo sviluppo della Marina sudanese venne fornito dalla Jugoslavia, mentre dagli anni 1990 sono aumentati i contatti e l'acquisto di materiali dall'Iran e, più recentemente, dalla Cina.

## Storia
La Repubblica del Sudan ottenne l'indipendenza dal precedente dominio coloniale anglo-egiziano il 1º gennaio 1956. Il contesto di violenti contrasti tra la maggioranza musulmana della popolazione e la minoranza cristiana insediata nel sud sfociarono ben presto in una prima (1955-1972) e seconda (1983-2005) guerra civile sudanese, cui si aggiunse anche il lungo conflitto del Darfur nell'ovest del paese dal 2003 al 2020. In questo contesto le Forze armate sudanesi diedero prevalenza allo sviluppo delle componenti terrestri e aeree, relegando la componente navale a un ruolo minoritario; questo nonostante il paese disponesse di una linea costiera lunga 853 chilometri lungo la sponda occidentale del Mar Rosso con una zona economica esclusiva ampia 68148 km², oltre all'importante via d'acqua interna rappresentata dal bacino del fiume Nilo.
La Marina sudanese fu attivata formalmente nel 1962 con base principale nello scalo di Porto Sudan. La Repubblica Socialista Federale di Jugoslavia fornì l'assistenza iniziale per la formazione della piccola marina, inviando una missione di addestratori militari e fornendo il primo naviglio da impiego militare: le quattro unità classe El Ghiad di nuova costruzione, motovedette da 100 tonnellate di dislocamento e armate con un cannone Bofors 40 mm. Nel 1969 un secondo pacchetto di aiuti militari jugoslavi fornì ulteriore naviglio: due cacciasommergibili della classe Kraljevica dismessi dalla Marina jugoslava, unità piccole ma bene armate con un cannone da 76 mm, uno da 40 mm, armi antiaeree e un porcospino, sei piccole motocannoniere armate con due cannoni da 40 mm, due mezzi da sbarco e una nave cisterna.
La missione di assistenza militare jugoslava per la Marina sudanese ebbe termine nel 1972, anche se fu sostituita nel 1977 da un'analoga missione di ufficiali egiziani. La linea del naviglio fu ampliata nel 1975 tramite l'acquisizione di tre moderne motovedette classe Gohar, unità di costruzione tedesca cedute di seconda mano dall'Iran; furono inoltre acquisite unità ausiliarie e da impiego costiero, anche se diverso naviglio dovette essere passato in riserva o radiato negli anni 1980 a causa della grave crisi economica che afflisse la nazione. Una ripresa si ebbe nel 1989, quando un ultimo pacchetto di aiuti militari jugoslavi fruttò la cessione alla Marina sudanese di quattro motolance e cinque mezzi da sbarco da impiego fluviale, mentre l'Iran cedette altre otto motolance nel 1999. L'acquisizione più recente si ebbe infine nel 2011, quando il Sudan acquistò dalla Cina tre cannoniere della classe Shanghai di nuova costruzione; per quella data la Marina sudanese aveva in servizio circa 1500 effettivi.